# Leptogenonia roslii
Leptogenonia roslii (лат.) — вид мирмекофильных жуков-стафилинид из подсемейства Aleocharinae, единственный в составе монотипического рода Leptogenonia Maruyama, 2010. Эндемики Малайзии (Ulu Gombak, Selangor).

## Описание
Мелкого размера коротконадкрылые жуки-стафилины. Длина вытянутого мелкопунктированного и слегка сплюснутого тела около 4 мм. Голова поперечная. Глаза равны примерно одной четверти длины головы. Основная окраска красновато-коричневая. Обитают вместе с кочевыми муравьями вида Leptogenys borneensis Wheeler, 1919 (род Leptogenys).

## Систематика
Вид был впервые описан в 2010 году японским энтомологом М. Маруямой (Munetoshi Maruyama; The Kyushu University Museum, Higashi-ku, Fukuoka-shi, Fukuoka, Япония) по материалам из Национального парка Khao Yai National Park (Таиланд) и включён в состав трибы Lomechusini (Myrmedoniina) из подсемейства Aleocharinae.
Род наиболее близок к роду Maschwitzia Kistner, 1989 по форме и пунктировке поверхности тела, но отличается мелкими размерами, головой с постглазничными килями. Головная капсула сходна с таковой у родов Aenictonia и Anommatochara Wasmann, 1915, отличаясь от этих родов надкрыльями безпары срединных килей. Видовое название L. roslii дано в честь биолога Росли Хашима (Dr. Rosli Hashim) за его поддержку полевых исследований на Малайском полуострове.